# 北34條車站
北34條車站（日语：／ Kita-sanjūyo-jō eki */?）是位於日本北海道札幌市北區北33條西4丁目，隸屬於札幌市交通局的地下鐵車站。本站是札幌市營地下鐵南北線的沿線車站，車站編號N02。
本站的站名雖然為「北34條」，但因站務室位於北33條4丁目的範圍內，因此行政上的站址反而是位於與站名不同的北33條內。本站也是全日本所有站名中帶有阿拉伯數字的車站裡面，數字部分最大的車站。

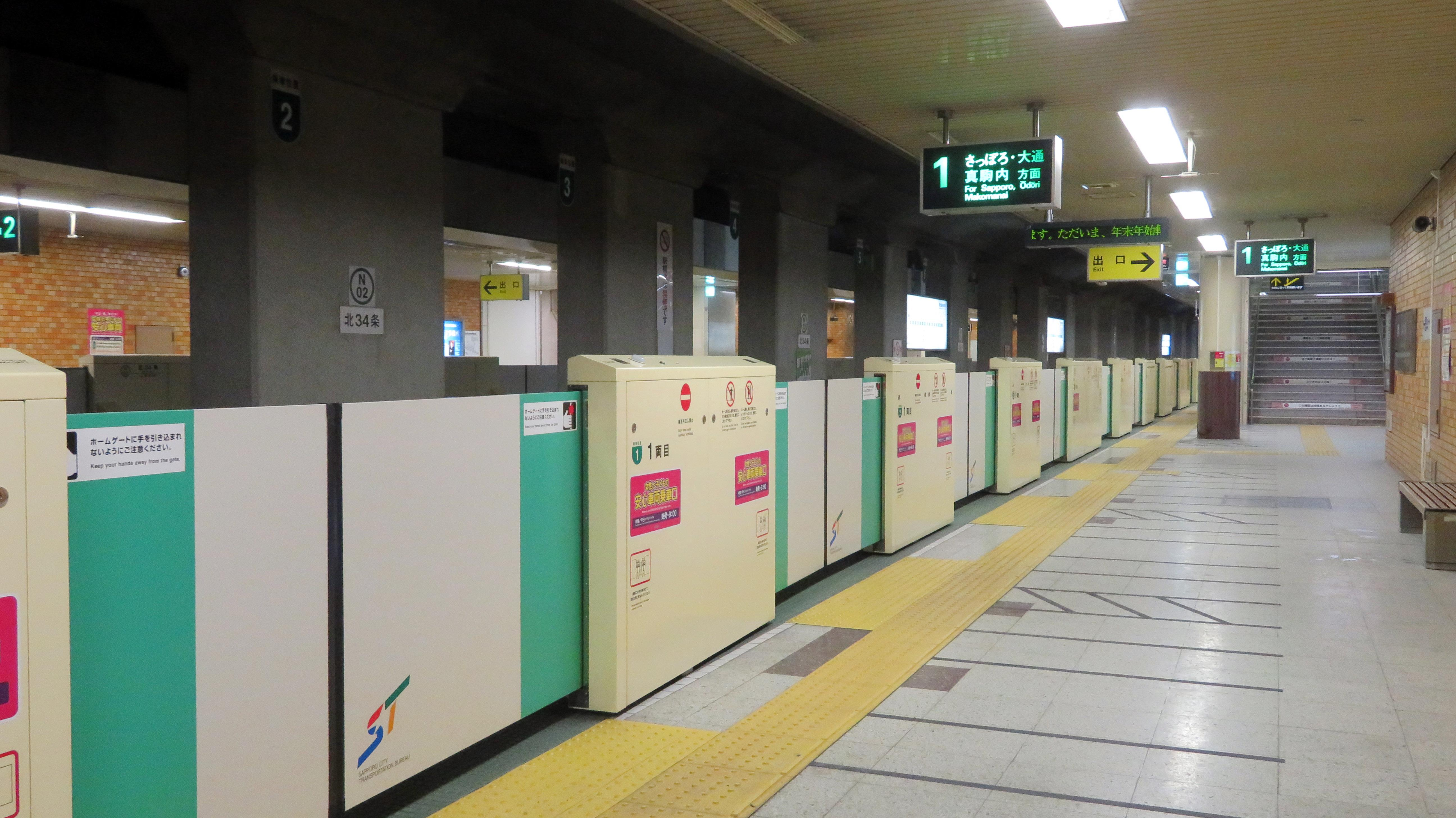
月台(2017年1月)

## 車站構造
此站的地下1樓為閘口，地下2樓則為2面2線的對向式月台。月台與驗票口位於札樽自動車道南側，地下通路延伸至北側。此站共設置5個出入口，升降機設於3號出口旁。

### 月台配置
| 月台 | 路線   | 目的地                 |
| ---- | ------ | ---------------------- |
| 1    | 南北線 | 札幌、大通、真駒內方向 |
| 2    | 南北線 | 麻生方向               |

## 相鄰車站
札幌市營地下鐵
 南北線
麻生（N01）－北34條（N02）－北24條（N03）